# Szakáts Gábor
Szakáts Gábor (Makó, 1892. március 17. – Budapest, 1937. július 20.) magyar mérnök, feltaláló.

## Életpályája

### Fiatalkora
Jómódú gazdálkodók gyermekeként született; apja Justh Gyula politikájának egyik leglelkesebb támogatója volt. A kis Gábor már diákkorában kiemelkedett az átlagból, kilencévesen faszénnel fűtött gőzgépet konstruált, de egyébként is felhívta magára a figyelmet leleményességével és talpraesettségével. Gimnáziumi tanulmányai után a Királyi József Nádor Műegyetemen tanult tovább (a mai Budapesti Műszaki és Gazdaságtudományi Egyetem), de az egyetemi tanulmányok ideje alatt párhuzamosan elvégezte a szegedi Magyar Királyi Állami Felsőipari Iskola gépészeti szakát – az intézmény épületében ma a Déri Miksa Ipari Szakközépiskola diákjai tanulnak.

### Az első világháború alatt
Az első világháborúban tüzértisztként szolgált, 1915-ben bemutatta első találmányát, a K 76 néven ismert gépfegyvert. A magyar Hadügyminisztérium felfigyelt Szakáts tehetségére, és munkát adott neki; a mérnök pedig sorra alkotta meg haditechnikai találmányait. Szétszedhetőségéről, könnyű szállíthatóságáról vált híressé a Szakáts-féle 18-as hegyi ágyú – ezt egyaránt alkalmazták a magyar, az osztrák és a német hadseregben is. Levehető ágyú-irányzékszerkezetet tervezett, ami pontosabb célzást és a precíziós irányzó műszer kímélését tette lehetővé.
Amint neve ismertebbé vált, a német Kriegsministerium átkérte a magyar hadügytől, és Szakáts ezután nekik dolgozott. Találmányait Eisenbach hadigépgyáraiban állították elő. A világháború végén találta fel az olvasztó lövedéket – német nevén Schmelzgeschosst -, ami bármekkora vastagságú acéllemezen képes volt áthatolni; harckocsik hatástalanítására szánta.
Feltalálta a lángszórót, amit a világháború egyik legveszélyesebb fegyvereként tartanak számon. Az erős lángoszlop egy két-három méter vastag betonfalat 150 Celsius-fokra is fel tudott hevíteni, de alkalmas volt géppuskaállások felperzselésére is. Használták a gyalogságban is, azbesztruhával védett katonákkal megközelítették a célpontot, és megindították a lángoszlopban kicsapódó tüzet. De tankelhárító századok páncélautóit is felszerelték vele; eredményesen lehetett használni roham visszaverésére, hidak és építmények felgyújtására. Először a németek alkalmazták a francia erők elleni küzdelemben.
A háborús bűnösök 1920-ban összeállított névsorában ő volt az egyetlen magyar; a lángszóró feltalálásáért Franciaország akarta nemzetközi törvényszék elé állítani. Németország azonban vonakodott kiadni bárkit is a listáról; az ügy iránt a franciák sem mutattak túl nagy érdeklődést, így – Lattmann Tamás nemzetközi jogász szerint – jogi értelemben Szakáts nem tekinthető háborús bűnösnek. Nincsenek arra utaló dokumentumok, hogy a feltaláló ügyében bírósági tárgyalást tartottak vagy ítéletet hoztak volna. Amennyiben francia törvényszék elé állt volna, valószínűleg 7-8 évig terjedő börtönbüntetés várt volna rá. Ennek ellenére a lángszóró igen népszerűvé vált az ellenségei körében, hiszen a brit hadsereg tovább fejlesztette és harci járművé alkotta. Később az USA vitte tökélyre a tűz pusztító erejét a napalm bevetésével.

### Az első világháború után
Az első világháború befejezése után Essenben dolgozott a Krupp-műveknek. Találmányainak értékesítésére egy vállalatot hoztak létre. Szabadsága alatt szülővárosában lakott, és az általa konstruált, 25 méter magas antennarendszer segítségével tartott kapcsolatot a munkahelyével. Rövid ideig színházigazgató is volt Németországban, az intézményt egy színésznő kedvéért vette meg, akihez gyengéd érzelmek fűzték. Egy új technológiát használó motorekét készített, és ez kormányfőtanácsosi címet jelentett számára – Horthy Miklóstól, Magyarország kormányzójától méltóságosi címet is kapott. Szakáts előre látta a hamarosan bekövetkező termelési válságot, és az új pozíció birtokában tanulmányt készített a kormánynak, amiben a várható munkanélküliségről értekezett, és azt javasolta, hogy csökkentsék a tömegtermelés részesedését a piacon. Németországi munkahelyét az 1930-as években ismeretlen okok miatt el kellett hagynia; ezután még az országban maradt, szállodákban lakott, és minden napra jutott egy tárgyalás valamelyik nagyiparossal, befektetővel; hosszabb ideig tartózkodott Berlinben és Frankfurt am Mainben, majd Amszterdamban is. Néhány évig Angliában, Londonban élt.

## Munkássága
Legjelentősebb találmányai a haditechnika köréből valók. Közülük legismertebb a már az első világháborúban alkalmazott, égő folyadékot kilövellő lángszóró. A páncéltörő ágyú feltalálása is a nevéhez fűződik. A Diósszilágyi Sámuel-féle légmell-kezelés technikai kivitelezése szintén az ő nevéhez kötődik. Az első világháború után egy ideig Németországban és Angliában élt, majd szülővárosába tért vissza, hol találmányai kidolgozására laboratóriumot rendezett be. Élete utolsó szakaszát Budapesten töltötte. Teljesen elszegényedve halt meg. Halálának körülményei tisztázatlanok. Makói kortársai, barátai meggyőződéssel állították, hogy a Brit titkosszolgálat tette el láb alól, bosszúból. A sajátos módszer – italba kevert gyémántpor – rendkívül fájdalmas kínhalált eredményezett. Az Angolok így akarták tudatni, hogy ők tették.

## A lángszóró
A Magyar életrajzi lexikon, illetve a Makóról szóló monográfia 6. kötetében Tóth Ferenc Szakátsot nevezi meg az először az első világháborúban a német birodalmi hadsereg által bevetett lángszóró feltalálójaként.
Más, külföldi források szerint azonban a lángszóró (németül Flammenwerfer) atyja Richard Fiedler, aki már az 1900-as évek elejére átadott tesztelésre a német hadseregnek két lángszóró modellt. A tesztek után a német hadsereg 3 specializált lángszórós zászlóaljat állított fel 1911-től. (Igaz, e forrás arról nem beszél, hogy az 1914-ben és 1915-ben valóban bevetett lángszórókat ki tervezte.)
A Magyar Életrajzi Lexikon szerint 1920 elején a nagykövetek tanácsa párizsi ülése háborús bűnösként nemzetközi bíróság elé kívánta állítani. Későbbi magyar források szerint ténylegesen háborús bűnösnek nyilvánították és szülővárosa, Makó ezért habozik emléktáblát állítani a feltalálónak.